# 本橋優美
本橋 優美（もとはし ゆみ、1996年4月18日 - ）は、日本のプロボウラー。JPBA第51期生。ライセンスNo.570（2018年交付）。埼玉県出身。所沢スターレーン（イースタンスポーツ）所属。用具契約はアメリカンボウリングサービス（ABS）。身長158cm。右投げ。

## 人物
- ボウリング以外のスポーツ歴はバスケットボール・水泳。
- 2018年、JPBAプロテストにて3位の成績で合格し51期生としてプロ入り。

- 2020年、ニュースター賞を受賞[1][2]。

- 座右の銘は「一意専心」。

## プロ入り後の戦績

### 2018年
- 中日杯 東海オープンボウリングトーナメント 13位
- 2018プロボウリングレディース新人戦 17位

### 2019年
- KUWATA CUP みんなのボウリング大会(第1回) 9位
- 宮崎プロアマオープントーナメント 準優勝
- 中日杯 東海オープンボウリングトーナメント 3位
- 2019プロボウリングレディース新人戦 18位
- JLBCクィーンズオープン　プリンスカップ(第42回) 28位

### 2020年
- JPBA　WOMENS　ALLSTAR★GAME2020　9位
- 2020プロボウリングレディース新人戦 　14位
- 第52回全日本女子プロボウリング選手権大会　　18位

### 2021年
- 2021プロボウリングレディース新人戦 　13位

### 2022年
- グリコセブンティーンアイス杯女子　10位
- 2022プロボウリングレディース新人戦　10位
- アイキョーホームプレゼンツプロボウリングレディーストーナメント　15位
- 六甲クイーンズオープントーナメント　16位
- 第15回MKチャリティーカップ女子　22位
- APA PRESENTS 2022 KING'S ＆ QUEEN'S プロボウラーズトーナメント女子　14位
- 第54回全日本女子プロボウリング選手権大会　8位

#### 2023年
- 2023山梨レディースプロボウリングトーナメント　24位
- ROUND1 GRAND CHAMPIONSHIP BOWLING 2023 レギュラー部門女子　5位タイ
- コカ・コーラカップ2023第30回千葉女子オープンボウリングトーナメント　21位

## テレビ出演
- ストライク・ガール〜ボウリング新時代〜（2012年4月1日 - 2013年3月31日 BS-TBS）

- ドリームスシリーズボウリング2019 (2019年放送、フジテレビCS) [3]